# Modernismo em Portugal

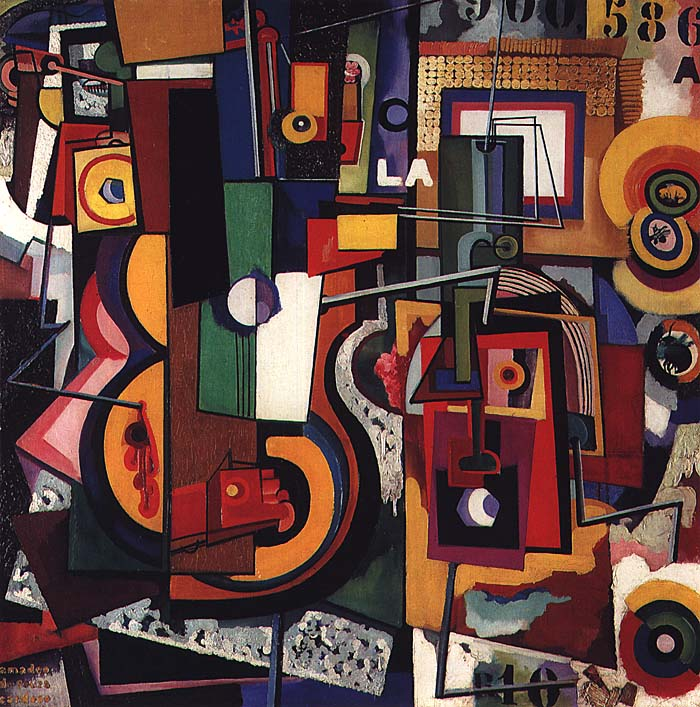
"Pintura", Amadeo de Souza-Cardoso (1917), Centro de Arte Moderna, Fundação Calouste Gulbenkian, Lisboa

O modernismo em Portugal desenvolveu-se aproximadamente no início do século XX até ao final do Estado Novo, na década 1970. Seu início ocorreu num momento em que o panorama mundial estava muito conturbado. Além da Revolução Russa de 1917, no ano de 1914 eclodiu a Primeira Guerra Mundial. Em Portugal este período foi difícil, porque, com a guerra, estavam em jogo as colónias africanas que eram cobiçadas pelas grandes potências desde o final do século XIX. Além disto, em 1911, foi eleito o primeiro presidente da República. 
O marco inicial do modernismo português foi a publicação da revista Orpheu, em 1915, influenciada pelas grandes correntes estéticas europeias, como o Futurismo, o Expressionismo, etc., reunindo Fernando Pessoa, Mário de Sá Carneiro e Almada Negreiros, entre outros. A sociedade portuguesa vivia uma situação de crise aguda e de desagregação de valores.

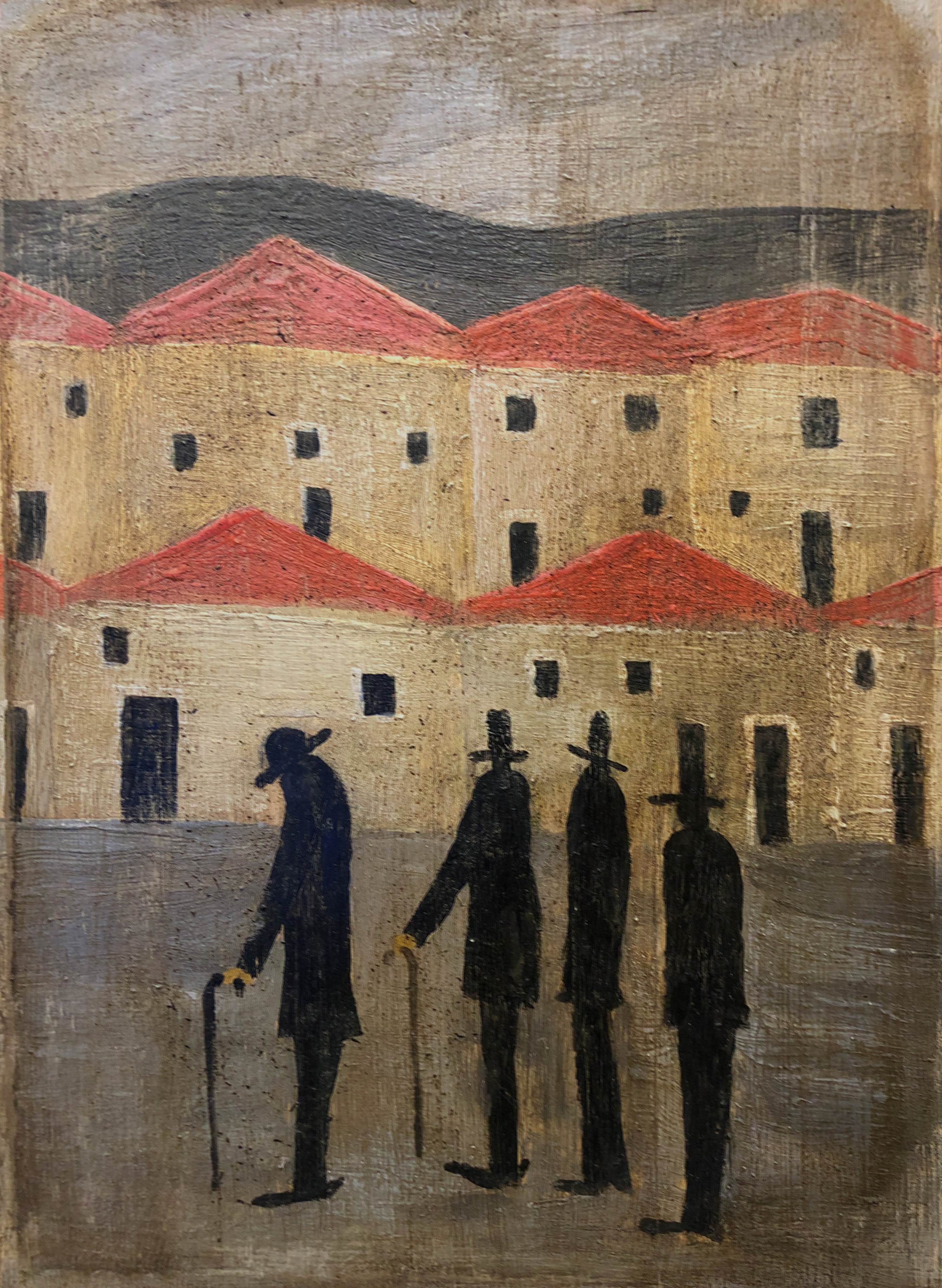
Dominguez Alvarez, Casario e quatro figuras (c. 1931-1934)

Os modernistas portugueses respondem a esse momento, deixando atrás o acanhado meio cultural português, entregando-se à vertigem das sensações da vida moderna, da velocidade, da técnica, das máquinas. Era preciso esquecer o passado, comprometer-se com a nova realidade e interpretá-la cada um a seu modo.  
Nas páginas da revista Orpheu, esta geração publicou uma poesia complexa e de difícil acesso, causadora de um grande escândalo naquela época. Tendo uma curta duração, foram publicadas apenas duas edições. 
São características de estilo deste movimento: o rompimento com o passado, o carácter anárquico, o sentido demolidor e irreverente, o nacionalismo com múltiplas facetas — o nacionalismo crítico, que retoma o nacionalismo em uma postura crítica, irónica e questiona a situação social e cultural do país, e o nacionalismo ufanista (conservador), ligado principalmente às posturas da extrema-direita.
Aquele período apresentava-se dividido em três partes:
- Orfismo — escritores responsáveis pela revista Orpheu, e por trazer Portugal de volta às discussões culturais na Europa;
- Presencismo — integrada por aqueles que ficaram de fora do orfeísmo, que fundaram a revista Presença e que buscavam, sem romper com as ideias da geração anterior, aprofundar em Portugal a discussão sobre teoria da literatura e sobre novas formas de expressão que continuavam surgindo pelo mundo;
- Neorrealismo — movimento que combateu o fascismo, e que defendeu uma literatura como crítica/denúncia social, combativa, reformadora, a serviço da sociedade – extremamente próxima do realismo no Brasil, daí advindo a nomenclatura “neorrealismo”, um novo realismo para “alertar” as pessoas e tirá-las da passividade.

## Contexto histórico
Em inícios do século XX, em Portugal, a produção literária e plástica era ainda profundamente marcada pelo classicismo racionalista e naturalista, em manifestações apáticas e decadentes, que evidenciavam forte resistência à inovação. Ao monótono e decadente rotativismo político correspondia uma não menos monótona e decadente produção intelectual. Os interesses materiais dos burgueses sobrepunham-se aos interesses culturais, condicionando a liberdade de expressão.
A partir de certo momento, grupos de intelectuais portugueses organizaram-se em círculos de contestação da velha ordem e iniciam-se no recurso a estratégias provocatórias e na resposta, por vezes desabrida, às formas políticas e culturais conservadoras e reacionárias à modernidade. É o modernismo, enquanto movimento estético e literário de rutura com o marasmo intelectual, que irrompe em Portugal em uníssono com a arte e a literatura mais avançadas da Europa, sem prejuízo, todavia, da originalidade nacional.
Foram lançadas revistas, organizadas exposições e conferências, sob iniciativa privada, num esforço de autonomia relativamente aos apoios estatais, através das quais as novas opções culturais eram demonstradas e divulgadas. No entanto, o baixo nível de alfabetização da população portuguesa e o conservadorismo dos meios urbanos, onde as novidades intelectuais têm maior presença, não proporcionaram abundância de público interessado nos novos eventos culturais.

## Pintura
O movimento ficou conhecido em Portugal a partir de duas exposições: a primeira, em 1915, ocorreu no Porto, tendo sido chamada de Humoristas e Modernistas; as segundas, em 1916, em Lisboa e no Porto, de Amadeu de Souza-Cardoso. O país, que entrara no século agarrado a uma pintura naturalista e romântica em que artistas como José Malhoa eram a referência, reagiu violentamente ao movimento. A nova estética internacional, desconhecida no país, estava a ser mostrada por artistas que tinham estado em Paris.
Dominguez Alvarez é considerado um dos mais fascinantes artistas do "segundo modernismo português" e apesar de ter exposto uma única vez individualmente em vida, em 1936 no Porto, após a sua morte precoce com apenas 36 anos (1942), teve o tardio reconhecimento.

### I Geração de Paris
Ocorreu com o regresso à pátria de artistas como Dórdio Gomes e Santa-Rita Pintor. Seguiram-se os do 2º grupo modernista (cerca de 1914). Este segundo grupo era constituído pelos artistas que regressaram de Paris com a eclosão da Grande Guerra (Diogo de Macedo, Eduardo Viana, Amadeo de Souza-Cardoso). Estiveram ligados à geração d’Orpheu.
Até à morte de Santa-Rita Pintor e de Amadeo de Souza-Cardoso (vítimas da pneumonia em 1918), a renovação da pintura portuguesa centrou-se nestes artistas e ainda nos grupos ligados ao Orpheu. O mais notável representante desta geração foi Amadeo de Souza-Cardoso, que, inicialmente influenciado por Cézanne, evoluiu para um cubismo misturado com todas as tendências com que contactou.

### II Geração de Paris
Foi constituída pelos artistas portugueses que regressaram a Paris depois da guerra (devido à ausência de público em Portugal), nos anos 20, e em que se destacaram Dórdio Gomes, Abel Manta, Mário Eloy, Diogo de Macedo, Lino António, Jorge Barradas, os irmãos Franco e Almada Negreiros, entre outros.
Fizeram diversas exposições divulgando a nova estética internacional. A arte foi muito prejudicada a partir de 1935 com as limitações impostas pela censura e pelo Secretariado de Propaganda Nacional, que organizava as mostras, promovia os artistas, impunha temas e estética e levou ao exílio de muitos. As décadas de 1930 e 1940 foram marcadas pela propaganda do regime salazarista com a Exposição do Mundo Português. António Ferro, homem do governo de Salazar mas inteligente e moderno, chamou diversos artistas para o trabalho com o Estado na preparação da Exposição (1940) que envolveu diversos projetos arquitetónicos e artísticos e desenvolveu um estilo de cariz nacionalista.
A partir dos anos 30 destacou-se Maria Helena Vieira da Silva, pintora radicada em Paris que se tornou um dos expoentes do abstraccionismo. Ali realizou a sua primeira exposição individual (A Rua à Noite; Atelier, Lisbonne e A Guerra). Embora tenha sido pouco reconhecida em Portugal e a sua arte tivesse estado mais ligada aos movimento internacionais que ao movimento artístico português, não deixou de refletir nas suas telas, num quadriculado que evocou os azulejos portugueses, as referências ao seu país.
Por alturas da II Guerra Mundial, fez-se a primeira exposição de surrealismo em Portugal. O surrealismo e o neorrealismo dominaram durante anos as tendências artísticas nacionais. Destacaram-se como surrealistas Mário Cesariny, Moniz Pereira, Fernando de Azevedo e Marcelino Vespeira e como neorrealistas António Dacosta e António Pedro (intervenção romântica).
Esses diferentes movimentos tinham além do ismo em seus nomes — posições homens em relação as artes :liberdades, interpretação pessoal da realidade, rebeldia, elogicidade,em busca de novas formas de expressão,etc.

### Pintores Destacados
- Tomás Mateus

## Escultura
A escultura atingiu desenvolvimento importante nos inícios do século. Só durante o Estado Novo se desenvolveu uma escultura de feição nacionalista, pouco aberta à modernidade.

### Escultores Destacados
Primeira Metade do século
- Alvaro de Brée
- Barata Feyo
- Canto da Maia
- Francisco Franco de Sousa
- Gustavo Bastos
- Lagoa Henriques
- Leopoldo de Almeida

## Arquitetura

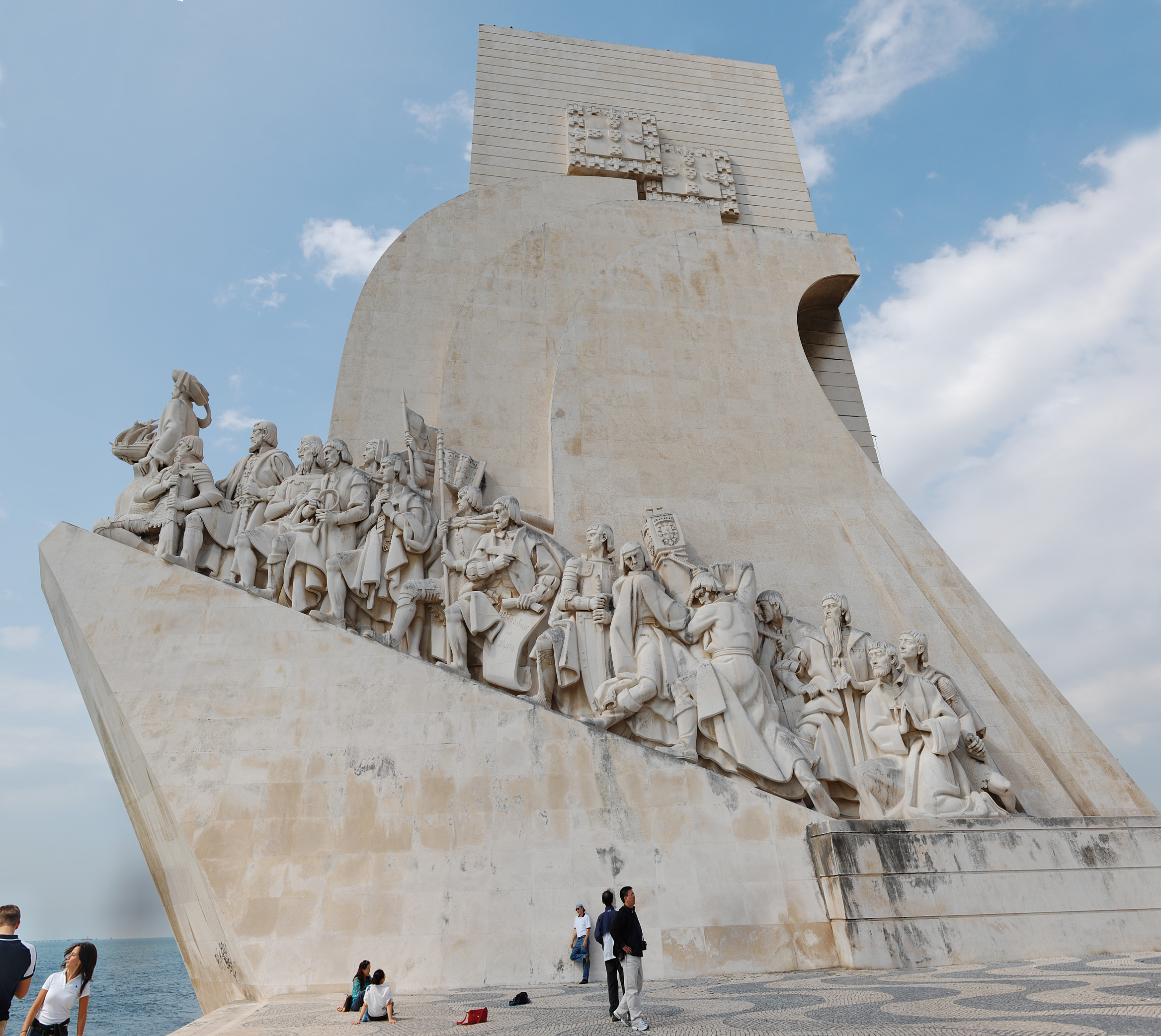
Padrão dos Descobrimentos, o original foi encomendado aos arquitectos Cottinelli Telmo e Leopoldo de Almeida para a Exposição do Mundo Português (1940), Belém, Lisboa

A arquitetura não registou grandes desenvolvimentos neste período. As dificuldades políticas vividas durante a I República, a que se juntavam as dificuldades económicas e financeiras, não propiciaram os empreendimentos arquitetónicos, normalmente dispendiosos. Por conseguinte, o pouco que se construiu permaneceu fechado à inovação e revela a persistência dos esquemas arquitetónicos clássicos.
Só no final dos anos 20 e sobretudo durante o Estado Novo é que se notam algumas preocupações em conjugar formas do modernismo europeu com o nacionalismo salazarista. 
O pavilhão da Exposição do Mundo Português, de Cotinelli Telmo, entretanto demolido, e a Igreja de Nossa Senhora de Fátima, em Lisboa, de Pardal Monteiro, com vitrais de Almada Negreiros e um friso na entrada de Francisco Franco, constituem as manifestações mais importantes do modernismo arquitetónico português.
No Porto, alguns arquitetos, como Morais Soares e Cunha Leão, iniciaram um movimento de renovação a caminho da modernidade que teria o seu impulso mais dinâmico na obra de Carlos Ramos, quando este esteve à frente da Escola de Belas-Artes do Porto. 
No início da década de 1950, este movimento de renovação viria a ser marcado pelas obras do arquiteto Siza Vieira.

## Literatura

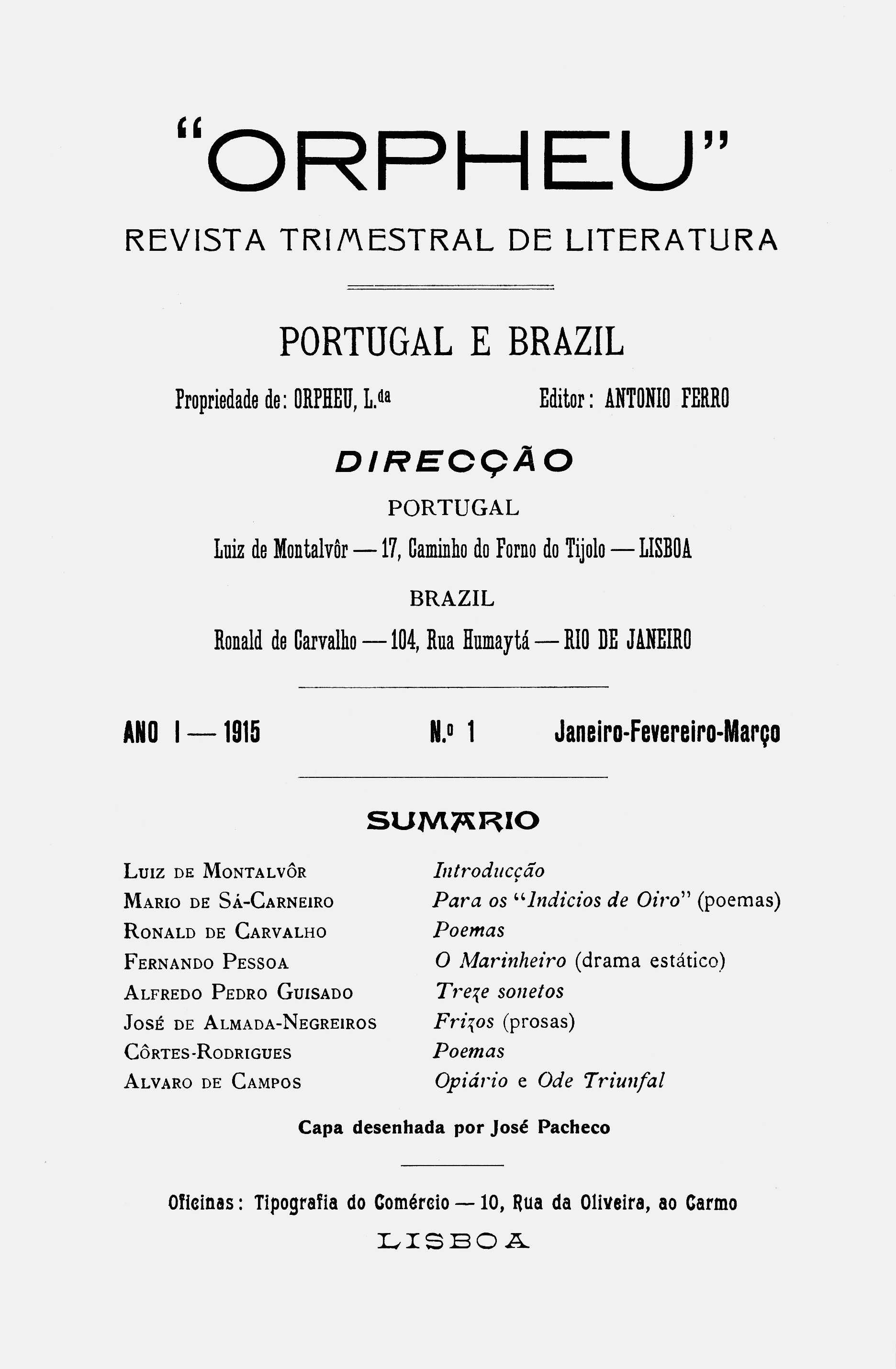
Primeiro número de Orpheu — Revista Trimestral de Literatura, Janeiro–Fevereiro–Março de 1915

O modernismo na literatura foi praticado por duas gerações de intelectuais ligados a duas publicações literárias: um primeiro modernismo surgido em 1915, em torno da revista Orpheu; um segundo modernismo organizado em 1927, em torno da revista Presença.
Ainda antes destas, surgiram em Portugal revistas que propunham diferentes soluções estéticas e políticas para recuperar o atraso português a este nível, como a Nação Portuguesa, de feição conservadora, e a Seara Nova, de tendências mais progressistas e democráticas. Nesta revista colaboraram investigadores como o historiador Jaime Cortesão, António Sérgio e os escritores Aquilino Ribeiro e Raul Brandão.

### Revista Orpheu (Orphismo)
Os únicos dois números de Orpheu — Revista Trimestral de Literatura, lançados em Março e Junho de 1915, marcaram a introdução do modernismo em Portugal. Tratava-se de uma revista onde Mário de Sá-Carneiro, Almada Negreiros e Fernando Pessoa, entre outros intelectuais de menor vulto, subordinados às novas formas e aos novos temas, publicaram os seus primeiros poemas de intervenção na contestação da velha ordem literária; o primeiro número provocou o escândalo e a troça dos críticos, conforme era desejo dos autores; o segundo número, que já incluiu também pinturas futuristas de Santa-Rita Pintor, suscitou as mesmas reações. Perante o insucesso financeiro, a revista teve de fechar portas, pois quem custeava as publicações era o pai de Mário de Sá Carneiro e este cometeu suicídio em 1916. No entanto, não se desfez o movimento organizado em torno da publicação. Pelo contrário, reforçou-se com a adesão de novos criadores e passou a desenvolver intensa atividade na denúncia inconformista da crise de consciência intelectual disfarçada pela mediocridade académica e provinciana da produção literária instalada na cultura portuguesa desde o fim da geração de 70, de que Júlio Dantas (alvo do Manifesto Anti-Dantas, de Almada) constituía um bom exemplo.

### Revista Presença (Presencismo)

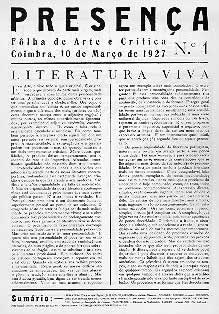
Primeiro número da revista Presença — Folha de Arte e Crítca, Coimbra, 10 de Março de 1927

A revista Presença — Folha de Arte e Crítica, foi fundada em 1927, em Coimbra, por Branquinho da Fonseca, João Gaspar Simões e José Régio. Não obstante ter passado tempos difíceis, não só financeira como intelectualmente, foi publicada até 1940 demonstrando grande longevidade. O movimento que surgiu em torno desta publicação inseriu-se intelectualmente na linha de pensamento e intervenção iniciada com o movimento Orpheu, que acabou por integrar. Continuou a luta pela crítica livre contra o academismo literário e, inspirados na psicanálise de Freud, os seus intelectuais bateram-se pelo primado do individual sobre o coletivo, do psicológico sobre o social, da intuição sobre a razão. Além da produção nacional, a revista Presença divulgou também textos de escritores europeus, sobretudo franceses. Alguns dos escritores deste Segundo Modernismo foram: Miguel Torga, Adolfo Casais Monteiro, Aquilino Ribeiro, Ferreira de Castro, Vitorino Nemésio, Pedro Homem de Mello, Tomás de Figueiredo e Eça Leal.

### Neorrealismo
Jovens estudantes de Coimbra adotam o combativismo da Geração de 70, cujo socialismo utópico denunciam e iniciam-se no combate à opressão, inspirados pelo socialismo marxista. É nesta conjuntura que surgem em Portugal os primeiros cultores do neorrealismo ou realismo social, claramente em rutura com o individualismo e intelectualismo psicológico do movimento Presença. Ferreira de Castro, nos seus romances Emigrantes e A Selva, introduz a análise de problemas de natureza social, trata as populações que emigram, que se empregam e desempregam. Alves Redol, Soeiro Pereira Gomes, Manuel da Fonseca, Álvaro Cunhal, Mário Dionísio, José Gomes Ferreira, entre outros, continuam a tratar os problemas, as tristezas e as misérias do povo laborioso esmagado pela ganância de uma minoria de representantes do capital, adaptando à realidade nacional o rigor formal e temático dos escritores neorrealistas europeus.